# Hanna Schwarz (Sängerin)
Hanna Schwarz (* 15. August 1943 in Hamburg) ist eine deutsche Opernsängerin mit den Stimmlagen Mezzosopran und Alt.

## Leben
Hanna Schwarz studierte zunächst Psychologie und Gesang in Hamburg. Weitere Gesangsstudien absolvierte sie an der Folkwang Hochschule in Essen und an der Musikhochschule Hannover. 1970 erhielt sie ihr erstes Engagement am Staatstheater Hannover. Ihr Debüt gab sie in der Rolle der Siegrune in Richard Wagners Die Walküre. Ihren ersten großen Opernerfolg feierte sie in Hannover als Maddalena in Rigoletto von Giuseppe Verdi. 1972 gastierte sie in der Titelrolle der Oper Carmen bei den Eutiner Festspielen. 1973 wurde Hanna Schwarz Mitglied der Hamburger Staatsoper, an der sie in der Folgezeit über 30 Jahre erfolgreich auftrat. Als Liedinterpretin trat Hanna Schwarz gemeinsam mit dem Pianisten Sebastian Peschko hervor.
1975 sang Schwarz erstmals bei den Bayreuther Festspielen. Von 1975 bis 1987 sowie von 1994 bis 1998 gehörte sie zum festen Ensemble der Bayreuther Festspiele. Sie übernahm dort sowohl die großen Mezzosopran- und Altpartien in den Musikdramen von Richard Wagner, als auch kleinere Rollen: 1978–1980, 1984–1986 und 1995–1998 sang sie alljährlich die Fricka in Der Ring des Nibelungen, ebenfalls 1984–1986 und 1995–1998 die Waltraute in der Götterdämmerung, außerdem 1976–1977 die Erda in Der Ring des Nibelungen sowie 1981–1983 und 1987 die Brangäne in Tristan und Isolde. Außerdem trat sie in Bayreuth als Floßhilde, Roßweiße, Blumenmädchen und Knappe in Parsifal und als 2. Norn auf. Sie wirkte dabei von 1976 bis 1980 auch im sogenannten Jahrhundertring von Patrice Chéreau und Pierre Boulez mit. Die Aufführungen wurden 1980 für das Fernsehen aufgezeichnet und später auch auf CD und DVD veröffentlicht.
Regelmäßig trat Hanna Schwarz auch bei den Salzburger Festspielen auf. Sie sang 1979 das Alt-Solo in der Neunten Sinfonie von Ludwig van Beethoven in einer Aufführung mit den Wiener Philharmonikern unter der Leitung von Leonard Bernstein und mit Gwyneth Jones, René Kollo und Kurt Moll in den weiteren Solo-Partien. 1980 übernahm sie die Rolle der Juana in einer konzertanten Aufführung der Oper Karl V von Ernst Křenek. Es folgte in den Jahren 1992/1993 die Herodias in Salome von Richard Strauss. 1999 sang sie die Rolle der Gräfin Geschwitz in Lulu von Alban Berg. 2003 wirkte sie in Salzburg als Malik in der Uraufführung der Oper L’Upupa – der Triumph der Sohnesliebe von Hans Werner Henze mit.
Schwarz gastierte seit 1976 auch an der Wiener Staatsoper. Sie sang dort Cherubino in Le nozze di Figaro von Wolfgang Amadeus Mozart, Octavian in Der Rosenkavalier von Richard Strauss und von 1999 bis 2004 die Klytämnestra in Elektra, ebenfalls von Richard Strauss. 1979 sang sie in Paris die Rollen Gymnasiast und Groom in der Uraufführung der von Friedrich Cerha ergänzten dreiaktigen Fassung von Alban Bergs Lulu. 1977 hatte Schwarz ein erfolgreiches USA-Debüt an der San Francisco Opera als Fricka in Der Ring des Nibelungen. Sie gastierte fortan an fast allen großen Opernhäusern der Welt.
Sie trat am Opernhaus von Monte Carlo (1982 als Komponist), am Opernhaus von Genf (1985 als Brangäne) und an der Covent Garden Opera in London (1990 als Waltraute) auf. 1995 sang sie an der Oper Köln die Klytämnestra, ebenso im Dezember 1995 am Opernhaus Nürnberg unter der musikalischen Leitung von Eberhard Kloke. 1996 sang sie an der Staatsoper Dresden die Amme in Die Frau ohne Schatten von Richard Strauss.
In der Spielzeit 1996/1997 war Schwarz erstmals an der Metropolitan Opera in New York zu hören. Sie trat dort als Fricka, als Waltraute und als Herodias auf. 1999 folgte die Klytämnestra und 2000 wiederum die Fricka. 2001 sang Schwarz an der Metropolitan Opera die Grafin Geschwitz in Alban Bergs Lulu.
Für ihre Verkörperung der Rolle der Klytämnestra wurde sie 1997 von der Zeitschrift Opernwelt zur Sängerin des Jahres gewählt.
1999 sang sie mit großem Erfolg die Herodias in einer Inszenierung von Willy Decker an der Hamburger Staatsoper. 2003 sang sie erneut die Gräfin Geschwitz, diesmal an der Oper Bonn in einer Inszenierung von Werner Schroeter. 2005 übernahm sie die Rolle der alten, geheimnisvollen Gräfin in einer Neuinszenierung der Oper Pique Dame von Peter Tschaikowski an der San Francisco Opera. Bei der Ruhrtriennale sang sie 2006 in Bochum Weseners alte Mutter in der Oper Die Soldaten von Bernd Alois Zimmermann. An der Bayerischen Staatsoper in München sang sie im Mai 2008 die alte Sklavin Beroe in der Oper Die Bassariden von Hans Werner Henze. Im Dezember 2008 übernahm sie an der Dresdner Staatsoper die kleine, aber dramaturgisch wichtige Rolle der Amme in Boris Godunow von Modest Mussorgski, für die sie sehr positive Kritiken erhielt. 2009 sang sie erneut die Herodias an der Deutschen Oper in Berlin. Im Juni 2010 sang sie beim Festival del Mediterrani in Valencia ebenfalls die Rolle der Herodias an der Seite von Siegfried Jerusalem. Im März 2011 sang sie die Herodias in der Berliner Philharmonie unter Sir Simon Rattle.
Im November 2017 kehrte sie an die Oper Frankfurt zurück, an der sie bereits in den 1970er Jahren gesungen hatte. Sie übernahm die Frau Bach in der Uraufführung der Oper Der Mieter nach Roland Topors Roman, vertont von Arnulf Herrmann, inszeniert von Johannes Erath, dirigiert von Kazushi Ōno.
Hanna Schwarz ist Professorin an der Hochschule für Musik und Theater Hamburg im Fachbereich Gesang, Oratorium und Lied.

## Aufnahmen (Auswahl)
- Jacques Offenbach: Hoffmanns Erzählungen, Münchner Rundfunkorchester, Dirigent: Heinz Wallberg, 1979
- Richard Wagner: Das Rheingold, Orchester der Bayreuther Festspiele, Dirigent: Pierre Boulez, 1980 (auch DVD)
- Richard Wagner: Das Rheingold, Bayerisches Staatsorchester, Dirigent: Wolfgang Sawallisch, 1989
- Richard Wagner: Die Walküre, Orchester der Bayreuther Festspiele, Dirigent: Pierre Boulez, 1980 (auch DVD)
- Richard Wagner: Die Walküre, Cleveland Orchestra, Dirigent: Christoph von Dohnanyi, 1997
- Richard Wagner: Siegfried, Bayerisches Staatsorchester, Dirigent: Wolfgang Sawallisch, 1989
- Richard Wagner: Götterdämmerung, Orchester der Metropolitan Opera, Dirigent: James Levine, 1991
- Richard Wagner: Götterdämmerung, Orchester der Bayreuther Festspiele, Dirigent: James Levine, 1997 (DVD)
- Richard Wagner: Tristan und Isolde, Orchester der Bayreuther Festspiele, Dirigent: Daniel Barenboim, 1985/2007 (auch DVD)
- Richard Strauss: Die Frau ohne Schatten, Sinfonieorchester des Bayerischen Rundfunks, Dirigent: Wolfgang Sawallisch, 1988
- Richard Strauss: Die Frau ohne Schatten, Staatskapelle Dresden, Dirigent: Giuseppe Sinopoli, 1997
- Richard Strauss: Elektra, Wiener Philharmoniker, Dirigent: Giuseppe Sinopoli, 1997
- Richard Strauss: Salome, Wiener Philharmoniker, Dirigent: Christoph von Dohnanyi, 1994
- Wolfgang Amadeus Mozart: Die Zauberflöte, Berliner Philharmoniker, Dirigent: Herbert von Karajan, 1984
- Johann Strauss: Der Zigeunerbaron, Münchner Rundfunkorchester, Dirigent: Willi Boskowski, 1987
- Ludwig van Beethoven: Missa solemnis, Concertgebouw Orchestra, Dirigent: Leonard Bernstein, 1979